# Rajender Singh
Rajender Singh (* 5. April 1986) ist ein indischer Leichtathlet, der sich auf den Speerwurf spezialisiert hat.

## Sportliche Laufbahn
Erste internationale Erfahrungen sammelte Rajender Singh im Jahr 2010, als er bei den Commonwealth Games in Neu-Delhi mit einer Weite von 73,72 m den vierten Platz belegte. Anschließend nahm er an den Asienspielen in Guangzhou teil und gelangte dort mit 74,70 m auf Rang sechs. 2013 klassierte er sich bei den Asienmeisterschaften in Pune mit 71,82 m auf dem siebten Platz und im Jahr darauf wurde er bei den Asienspielen in Incheon mit 73,43 m Elfter. 